# 圭多·德菲利普
圭多·德菲利普（義大利語：Guido De Filip，1904年9月21日—1968年9月21日），意大利男子赛艇运动员。他曾代表意大利参加1920年夏季奥林匹克运动会赛艇比赛，获得男子双人单桨有舵手金牌。